# Asclerocheilus nigrocirrus
Asclerocheilus nigrocirrus är en ringmaskart som beskrevs av Hartman 1978. Asclerocheilus nigrocirrus ingår i släktet Asclerocheilus och familjen Scalibregmatidae. Inga underarter finns listade i Catalogue of Life.